# Джонсон, Хилари Ричард Райт
Хилари Ричард Райт Джонсон (англ. Hilary Richard Wright Johnson; 1 июня 1837 — 1901) — одиннадцатый президент Либерии (1884—1892) и первый среди них, родившийся в Либерии. Избирался президентом четыре раза.

## Биография
Ричард родился в семье знаменитого Элайджа Джонсона в 1837 году. В марте 1883 года он был выбран президентом Республики абсолютным большинством избирателей, так как во время выборов Партия истинных вигов и Республиканская партия решили объединиться и поддержали общего кандидата — Джонсона.
Во время своего правления Хилари Ричард Райт Джонсон уделял много времени решению проблем территориальной целостности, возникших ещё в 1871 году. Однако, в ходе переговоров с Великобританией и решения с большими потерями проблемы западных территорий, возникли новые сложности с Францией, потребовавшей территорию по другую стороны реки Кавалла.
Во время своего последнего срока полномочий президент Джонсон был заинтересован грантом на полмиллиона долларов от Великобритании для развития железнодорожной системы, телеграфа и телефонных линий, однако Фрэнк Виттекин, который должен был приехать для подписания контракта, заболел и умер по дороге. После этого проект был забыт и свёлся на нет.
В 1901 году Хилари Ричард Райт Джонсон скончался.